# 旭岡駅

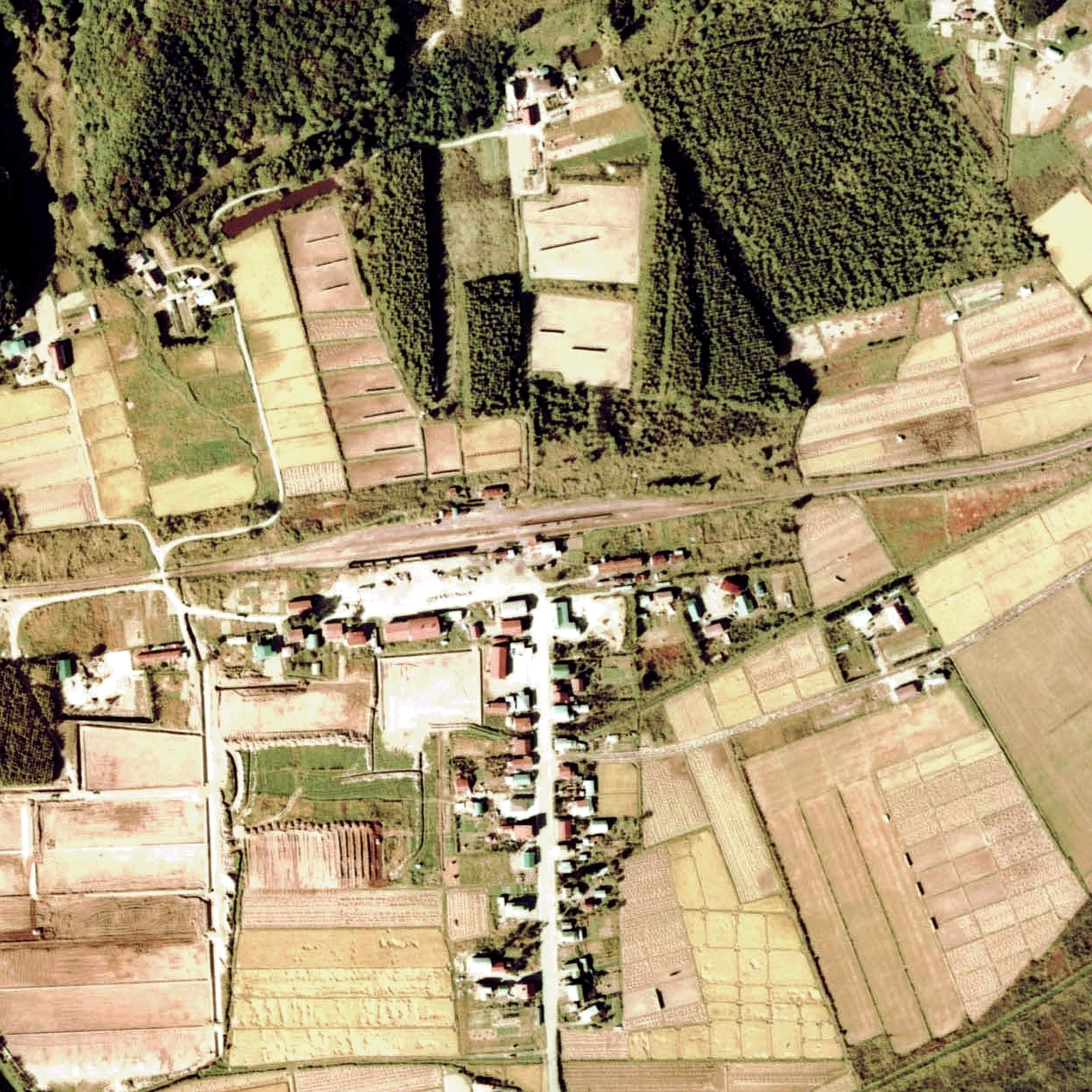
1975年の旭岡駅と周囲約750m範囲。右側が日高町方面。構内日高町寄りに島式ホーム1面2線と駅裏側に留置線、駅舎横鵡川寄りに貨物ホームと引込み線が全て残されているが、後に駅裏側線は日高町側が切られて保線用となり、貨物ホーム引込線は撤去された。貨物ホーム側のストックヤードには地場産業である砂利が野積みされている。

旭岡駅（あさひおかえき）は、北海道（胆振支庁）勇払郡鵡川町字旭岡（現・むかわ町旭岡）にかつて設置されていた、日本国有鉄道（国鉄）富内線の駅（廃駅）である。電報略号はアオ。事務管理コードは▲132303。

## 歴史
- 1922年（大正11年）7月24日 - 北海道鉱業鉄道金山線沼ノ端駅 -当駅間の開通に伴い、生鼈駅（いくべつえき）として開業[4]。一般駅[1]。
- 1923年（大正12年）6月12日 - 当駅 - 似湾駅（後の栄駅）間の延伸開通に伴い、中間駅となる。
- 1924年（大正13年）3月3日 - 北海道鉱業鉄道が社名を北海道鉄道（2代目）に改称し、それに伴い同鉄道の駅となる。
- 1943年（昭和18年）8月1日 - 北海道鉄道が戦時買収により、国有化。路線名が富内線に改称され、それに伴い同線の駅となる。同時に旭岡駅に改称[1]。
- 1977年（昭和52年）2月1日 - 貨物・荷物の取り扱いを廃止[1]。同時に出札・改札業務を停止し、旅客業務については無人化[5]。列車交換設備を有し、閉塞扱いの運転要員は継続配置[6]。
- 1986年（昭和61年）11月1日 - 富内線の全線廃止に伴い、廃駅となる[2]。

### 駅名の由来
新旧名とも地名より。
旧名の生鼈は現在のバロー川の旧名であるアイヌ語の「ユㇰペッ（yuk-pet）」（鹿・川）に由来する。
旭丘の地名は、鵡川村（当時）で1943年（昭和18年）11月15日施行の大字廃止・字名整理改正に伴って成立したもので、由来は「本地ハ本村東方ニアリテ南ニ面セル丘ニアリ早ク朝日ニ浴スル所ヨリ称セルナリ」と説明があるように、「日当りのよい丘」という意味で名付けられた和名である。
なお、富内線の国有化・当駅の改名より字名の改正が後となっているが、地名の決定自体は8月1日の国有化の直前7月17日であり、その後7月31日付で村会で異議なしの答申を得ている。

## 駅構造
廃止時点で、島式ホーム1面2線を有する地上駅で、列車交換が可能な交換駅であった。駅舎側（南側）が上りの1番線、外側（北側）が下りの2番線となっていた。その他、2番線の外側に鵡川方から分岐した行き止まりの側線を1線有していた。かつては蒸気機関車の給水設備が設置され、木材や木炭の出荷駅であった。
最終日まで、無人駅扱いの運転取り扱い要員のみが配置されていた駅であった。乗車券類は簡易委託化されており、廃止時まで販売が行われていた。駅舎は構内の南側に位置し、ホーム西側とを結ぶ構内踏切で連絡した。
かつては、駅弁も販売されていたという。

## 利用状況
- 1981年度（昭和56年度）の1日当たりの乗降客数は38人[10]。

## 駅周辺
- 北海道道74号穂別鵡川線
- 北海道道59号平取厚真線
- 旭岡郵便局
- むかわ町立生田小学校
- 鵡川[12]
- 義経神社（江戸時代の創建。近隣の沙流郡平取町本町地区にある）

## 駅跡
1999年（平成11年）時点では、空き地と砂利置き場になっていた。2011年（平成23年）時点では更地で、バスの転回所と待合所となっている。
また、1999年（平成11年）時点では線路跡が転用された道路を北に約1km進んだ地点に、落石避けのシェッドが3箇所残存していた。

## 隣の駅
日本国有鉄道
富内線
春日駅 - 旭岡駅 - 栄駅
かつて春日駅（当時は萠別駅）と当駅との間に芭呂沢駅（ばろさわえき）が存在した（1923年（大正12年）6月12日開業。1943年（昭和18年）8月1日廃止）。
かつて当駅と栄駅（当時は似湾駅）との間に貨物のみ取扱いの木金似仮停車場（ききんにかりていしゃじょう）が存在した（1927年（昭和2年）9月8日開業。1931年（昭和6年）5月31日廃止）。